# Süleyman Atlı
Süleyman Atlı, (* 27. července 1994 v Aydınu, Turecko) je turecký zápasník volnostylař. Zápasení se věnuje od 11 let. Je členem klubu Ankara Tedaş Spor Kulübü. V turecké seniorské reprezentaci se pohybuje od roku 2013 v nejlehčí bantamové váze. V květnu 2016 se kvalifikoval před domácím publikem z druhé světové olympijské kvalifikace v Istanbulu na olympijské hry v Riu.